# الحزب الليبرالي الديمقراطي (كينيا)
الحزب الليبرالي الديمقراطي كان حزبا سياسيا في كينيا.
في الانتخابات العامة التي أجريت في 27 ديسمبر 2002، كان الحزب شريكًا في ائتلاف قوس قزح الوطني، الذي فاز بنسبة 56.1 ٪ من الأصوات الشعبية و125 من أصل 212 مقعدًا منتخبًا. الحزب نفسه حصل على 59 من هذه المقاعد. وفي الانتخابات الرئاسية التي أجريت في نفس اليوم، أيد الحزب مواي كيباكي الذي حصل على 62.2٪ من الأصوات وانتخب.
قبل عام 2002، كان الحزب عبارة عن مجموعة منشقة صغيرة انضم إليها عدد كبير من أعضاء الاتحاد الوطني الأفريقي الكيني السابقين بعد ترشيح أوهورو كينياتا ليكون المرشح الرئاسي للاتحاد الوطني. ترك أعضاء الحزب الوطني الديمقراطي السابق بزعامة رايلا أودينجا، والذين انضموا إلى الاتحاد الوطني في صيف عام 2001، الحزب الحاكم آنذاك مع سياسيي الاتحاد الذين عارضوا ما اعتبروه فرض كينياتا كمرشح من قبل الرئيس موي آنذاك. بعد مغادرتهم الاتحاد، لم يخاطروا بمحاولة تسجيل حزب جديد في ظل حكومة يسيطر عليها موي، لكنهم اختاروا بدلاً من ذلك الانضمام إلى الحزب الليبرالي الديمقراطي الذي أتاح لهم مساحة.
ثم تعاون الحزب الليبرالي مع حزب التحالف الوطني الكيني بزعامة مواي كيباكي لتشكيل تحالف قوس قزح الوطني - كينيا الذي فاز في انتخابات 2003 مع كيباكي كمرشح رئاسي له.
تطورت التوترات حيث أن كيباكي لم يحترم مذكرة التفاهم الموقعة بين الشركاء في التحالف والتي نصت على نصيب 50٪ من المناصب الوزارية للحزب الليبرالي بالإضافة إلى دستور جديد من شأنه تقليص سلطة الرئيس وإنشاء منصب رئيس الوزراء الذي كان سيذهب إلى أودينجا.
بعد الاستفتاء على الدستور الكيني في عام 2005، ترك الحزب الليبرالي حكومة التحالف. وبدلاً من ذلك، شكل مع الاتحاد الوطني تحالفًا معروفًا باسم الحركة الديمقراطية البرتقالية، سُجل لاحقًا كحزب سياسي. ترك الاتحاد الوطني في وقت لاحق الائتلاف فقط للانضمام إلى حزب الوحدة الوطنية، ائتلاف جديد بقيادة الرئيس مواي كيباكي. ونتيجة لذلك، غادر بعض السياسيين في الاتحاد بما في ذلك ويليام روتو وموساليا مودافادي للبقاء مع الحركة الديمقراطية البرتقالية. من ناحية أخرى، انقسم حزب الحركة الديمقراطية البرتقالية إلى حزبين الأول بقيادة رايلا أودينجا والثاني بقيادة كالونزو موسيوكا.
وبالتالي، لم يشارك الحزب الليبرالي في الانتخابات العامة لعام 2007 لأن معظم أعضائه إما انضموا إلى الحركة الديمقراطية البرتقالية، بينما انضم بعضهم إلى الحركة الديمقراطية البرتقالية - كينيا. بعد إنفاذ قانون الأحزاب السياسية في ديسمبر 2008، لم يعد الحزب الليبرالي الديمقراطي حزباً سياسياً مسجلاً.
كان الحزب الليبرالي حزبًا مراقبًا في ليبرال إنترناشيونال.